# Font d'Urle
 (mars 2012).
Si vous disposez d'ouvrages ou d'articles de référence ou si vous connaissez des sites web de qualité traitant du thème abordé ici, merci de compléter l'article en donnant les références utiles à sa vérifiabilité et en les liant à la section « Notes et références ».
Font d'Urle est un plateau d'alpage du Vercors méridional, dans le territoire de la commune de Bouvante, dans le département de la Drôme. En hiver, une station familiale de ski alpin et ski de fond s'ouvre aux vacanciers. Les formations géologiques karstiques (lapiaz et scialets), que l'on peut voir durant les autres saisons permettent d'observer les effets parfois spectaculaires de l'érosion.

## Hiver

### Ski Alpin
La station dispose de 9 téléskis, 2 fil neige et 1 tapis roulant :
- TK Infernet (1959)
- TK La Forêt (1963)
- TK Chaud Clapier (1964)
- TK La Combe (1970)
- TK Lutins (1975)
- TK Lapiaz (1976)
- TK École (1979)
- Fil neige Bamby (1986)
- TK Parking (1996)
- TK Cairn (2002)
- Tapis Écureuil (2011)
- Fil neige Dahu (2017)

### Ski de fond
Comme la plupart des stations du massif du Vercors, le domaine de ski de fond est vaste. Il propose différentes boucles au départ du col de Carri et Chaud Clapier pour un total de 132 km. Le point culminant à La Pelouse du Lièvre Blanc (1 450 m).

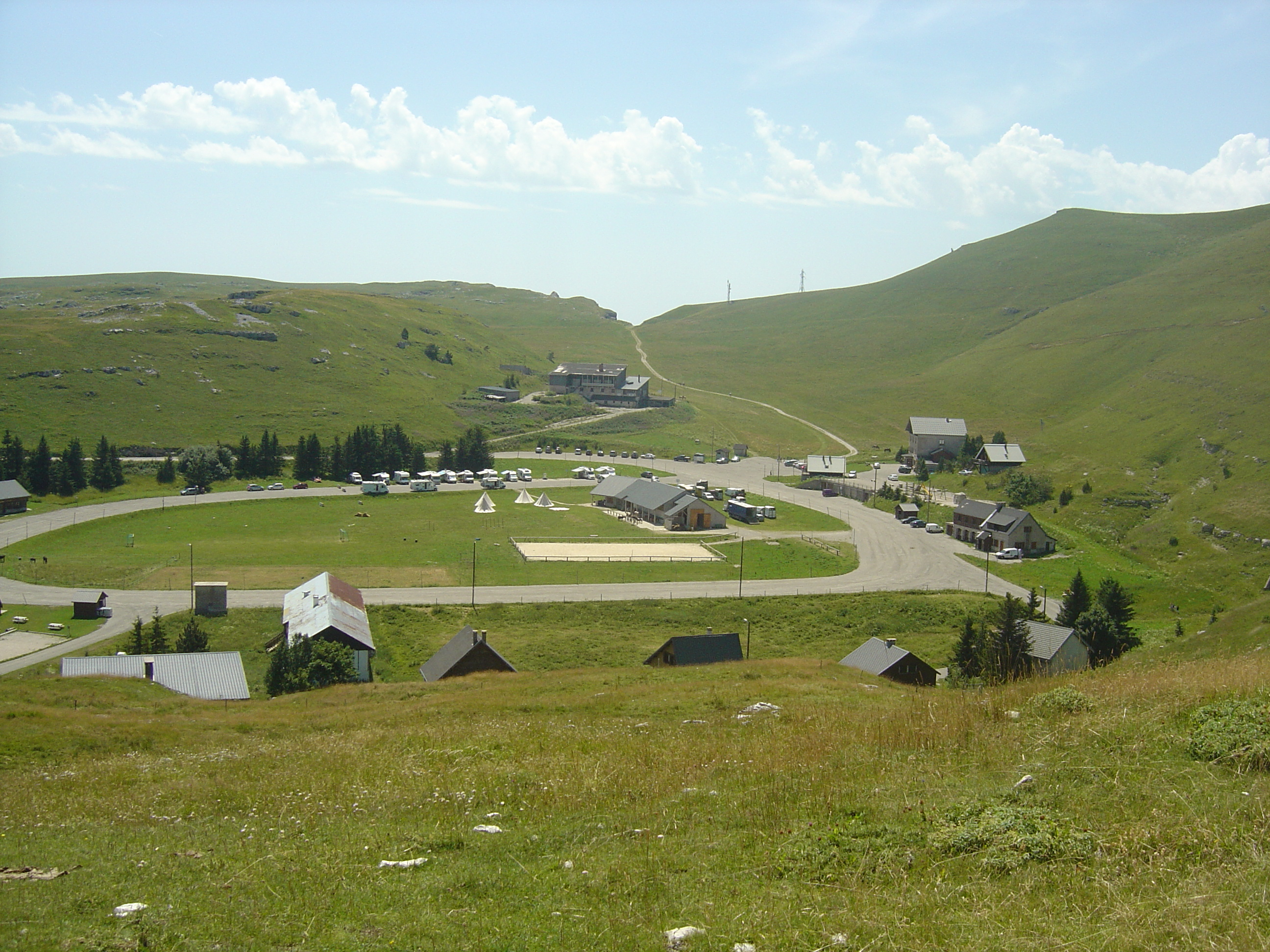
Autre partie de la station.
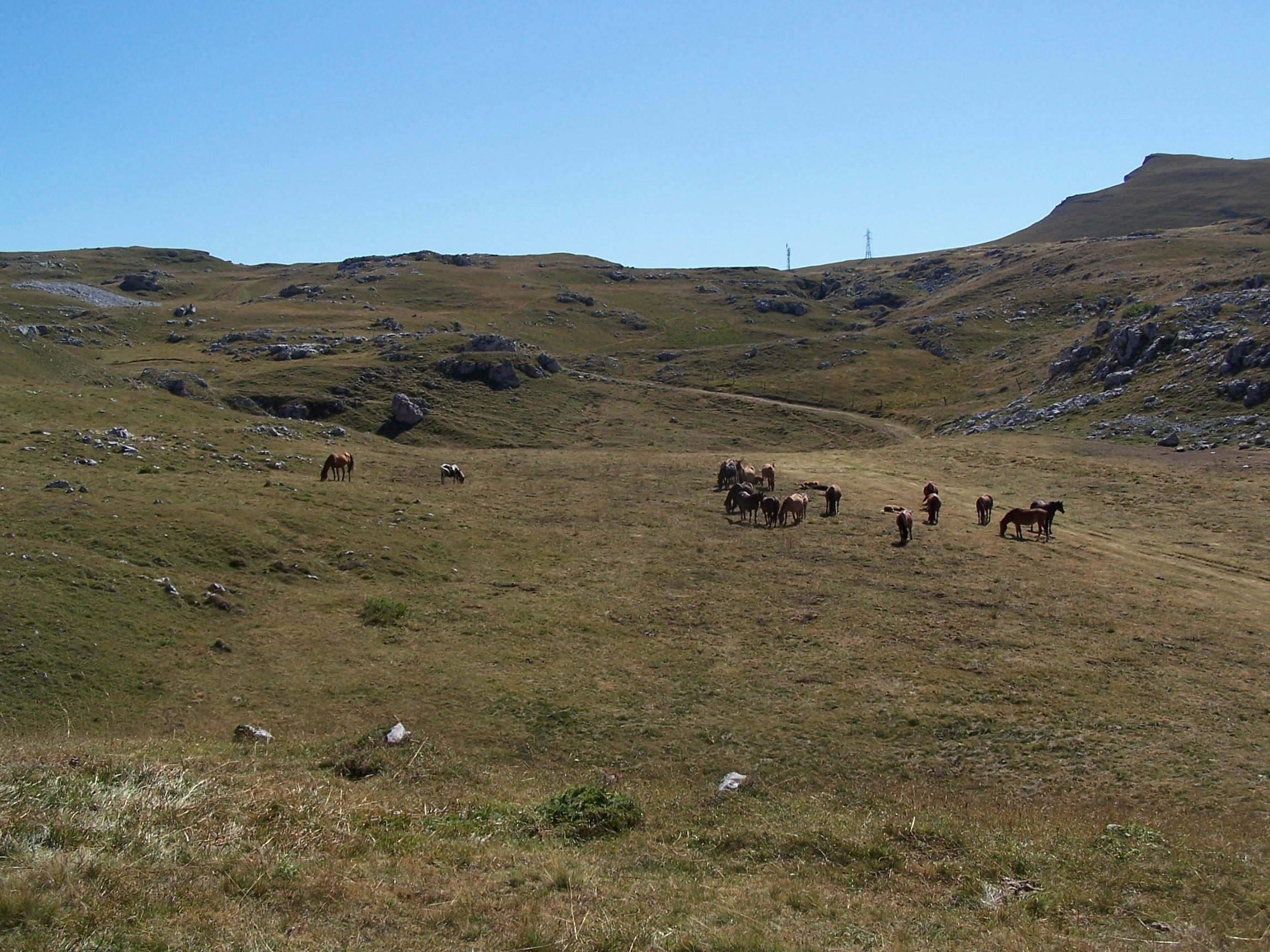
Élevage sur les estives de Font d'Urle.